# Lancia ECV
Pour les articles homonymes, voir ECV.
La Lancia ECV (pour Experimental Composite Vehicle) est un prototype de rallye prévu pour remplacer la Lancia Delta S4 en Groupe S qui devait prendre le relais du Groupe B, la FIA voulant encourager des designs innovants et futuristes en n'exigeant qu'un nombre minimal de voitures à produire pour l'homologation (10 exemplaires contre 200 en Groupe B). 
En contrepartie, pour éviter l'escalade à la puissance, les moteurs ne devaient pas délivrer plus de 300 chevaux. Les constructeurs engagés en rallye se lancent immédiatement dans le développement de voitures pour la future catégorie. Lancia, pour qui ce nouveau règlement est l'occasion de refaire « le coup de la Stratos et de la 037 » (produire une bête de course destinée à marquer les esprits tant par ses performances que par son aspect) construit l'ECV. Les événements dramatiques de 1985 et 1986 (décès d'Attilio Bettega, Henri Toivonen et Sergio Cresto) imposent un retour à des règles plus sécuritaires et la FIA renonce au Groupe S.
Le modèle d'origine développe 600 ch grâce à un moteur turbo-compressé. Nommé Triflux, il est construit d'une manière inhabituelle : les soupapes sont croisés (pour chaque côté du cylindre il y a une soupape d'admission et une soupape d'échappement), de sorte que les deux turbos soient alimentés par deux collecteurs séparés. Un collecteur unique réalise l'admission d'air (d'où le nom, les trois conduits d'air séparés).
La voiture fait un large usage des matériaux composites comme le Kevlar et la fibre de carbone pour gagner du poids et résistance.
Le prototype, reconstruit à partir des pièces d'origine par Giuseppe Volta, est présenté lors du Rallye-Legend en octobre 2010 à Saint-Marin. Un moteur original TriFlux a été préparé, avec l'aide du concepteur originel Claudio Lombardi et de l'expert en préparation moteur et turbo, Claudio Berri.

## ECV 2
Malgré l'annulation du Groupe S, Lancia améliore l'ECV avec l'ECV 2, plus compacte et plus aérodynamique tout en gardant les mêmes moteur et châssis.